# Кравани
Кравани (словац. Kravany) — село в Словаччині, Попрадському окрузі Пряшівського краю. Розташоване в північній Словаччині в долині верхнього Горнаду 12 км на південний схід від Попраду.
Вперше згадується у 1317 році.
В селі є римо-католицький костел з 1842 року збудований у стилі класицизму.
У селі народився сучасний православний єпископ Ян Голоніч.

## Населення
| Рік:            | 1994. | 2004.   | 2014.    | 2024.   |
| --------------- | ----- | ------- | -------- | ------- |
| Кількість осіб: | 774   | 817     | 903      | 900     |
| Різниця:        |       | +5,55 % | +10,52 % | -0,33 % |

| Рік:            | 2023. | 2024.   |
| --------------- | ----- | ------- |
| Кількість осіб: | 890   | 900     |
| Різниця:        |       | +1,12 % |

В селі проживає 842 осіб.
Національний склад населення (за даними останнього перепису населення — 2001 року):
- словаки — 96,21 %,
- цигани — 2,81 %,
- чехи — 0,49 %,
- німці — 0,24 %,
- угорці — 0,12 %,

Склад населення за приналежністю до релігії станом на 2001 рік:
- римо-католики — 97,80 %,
- протестанти — 0,24 %,
- греко-католики — 0,12 %,
- не вважають себе віруючими або не належать до жодної вищезгаданої церкви — 1,84 %